# SN 2006ib
SN 2006ib – supernowa typu Ia odkryta 22 września 2006 roku w galaktyce A031611-0036. W momencie odkrycia miała maksymalną jasność 22,10m.